# Ōtsu
Ōtsu (大津市?) è il capoluogo della prefettura di Shiga, in Giappone. Nel giugno del 2010 la città aveva una popolazione stimata in 335 014 abitanti, con una densità di 880,49 abitanti per chilometro quadrato distribuiti su una superficie di 374,06 chilometri quadrati. Nel VII secolo fu per cinque anni la capitale imperiale.
Al centro della prefettura si trova il lago Biwa, il più grande del Giappone, molto significativo per l'industria del turismo. Alcuni degli angoli più suggestivi cittadini sono compresi negli otto panorami di Omi, immortalati negli ukiyo-e del paesaggista giapponese Hiroshige Utagawa. La zona di Otsu è famosa anche per le sue industrie tessili.

## Storia
Nel 667, alla morte della madre, l'imperatrice Saimei, il reggente e futuro imperatore Tenji fece spostare la capitale del paese da Naniwa, l'odierna Ōsaka, a Ōtsu, dove face costruire il palazzo imperiale Ōmi. Ōtsu si trovava infatti nell'antica provincia di Ōmi. L'imperatore istituì un governo centralizzato e promosse un censimento. Alla sua morte, si scatenò una guerra civile tra i suoi eredi che fu vinta dal principe Oama. Questi divenne imperatore nel 672, prese il nome Tenmu e fece spostare la capitale ad Asuka kyō, la capitale classica di quel periodo della storia giapponese.
Nel 1184, Otsu fu teatro della battaglia di Awazu, una delle ultime della quinquennale guerra Genpei, che segnò la distruzione del clan Taira e permise la presa del potere da parte di Minamoto no Yoritomo, che istituì e divenne il capo dello Shogunato Kamakura.
Il castello di Otsu fu posto sotto assedio nel 1600 dalle forze di Ishida Mitsunari, nel tentativo di forzare le difese degli alleati di Tokugawa Ieyasu. La guerra civile avrebbe avuto fine in quegli stessi giorni con la battaglia di Sekigahara, vinta dalle forze di Ieyasu, che divenne così l'indiscusso capo del Giappone, divenendone nel 1603 lo shōgun, con la fondazione dello shogunato Tokugawa, che avrebbe retto le sorti del paese fino al 1868. Il castello di Otsu venne in quegli anni raso al suolo e con i materiali di risulta fu costruito il castello Hikone tra il 1603 ed il 1622, che sorge nelle vicinanze a nord, lungo le rive del lago Biwa.
In città ebbe luogo l'incidente di Ōtsu (大津事件?, Ōtsu Jiken), un fallito tentativo di assassinio ai danni dello zarevic Nikolaj Aleksandrovič di Russia, il futuro zar Nicola II, l'11 maggio 1891, mentre questi stava visitando il Giappone durante il suo viaggio in oriente.
La città venne ufficialmente istituita il 1º ottobre 1898. Alla fine del XIX secolo venne anche costruito un canale artificiale, espanso più tardi durante il regno dell'imperatore Taishō, che tuttora collega la città di Ōtsu con Kyōto; facilitò il trasporto di beni e persone fra le due città ma permise anche di fornire l'energia elettrica per il primo servizio di tram del Giappone.
Nel 1930, è stato costruito il santuario shinto Omi-jingu, per onorare la memoria dell'imperatore Tenji e per ospitarne lo spirito. In tale santuario, viene ospitato ogni anno in gennaio il campionato nazionale di karuta, il tradizionale gioco di carte giapponese. Dal 1963, la prima domenica di marzo, sulle strade cittadine si corre la maratona del lago Biwa, manifestazione che richiama atleti di fama internazionale
Nel 1994 i monumenti storici dell'antica Kyoto (città di Kyoto, Uji ed Ōtsu) sono stati inseriti nell'elenco dei patrimoni dell'umanità dell'UNESCO.(EN) 

## Luoghi di interesse
La città vanta in cima al Monte Hiei il tempio buddista Enryaku-ji della setta Tendai. Il tempio è parte del patrimonio Unesco.

## Amministrazione

### Gemellaggi
- Lansing, Michigan, Stati Uniti
- Würzburg, Germania
- Interlaken, Svizzera
- Mudanjiang, Cina
- Kumi, Corea del Sud

## Galleria d'immagini

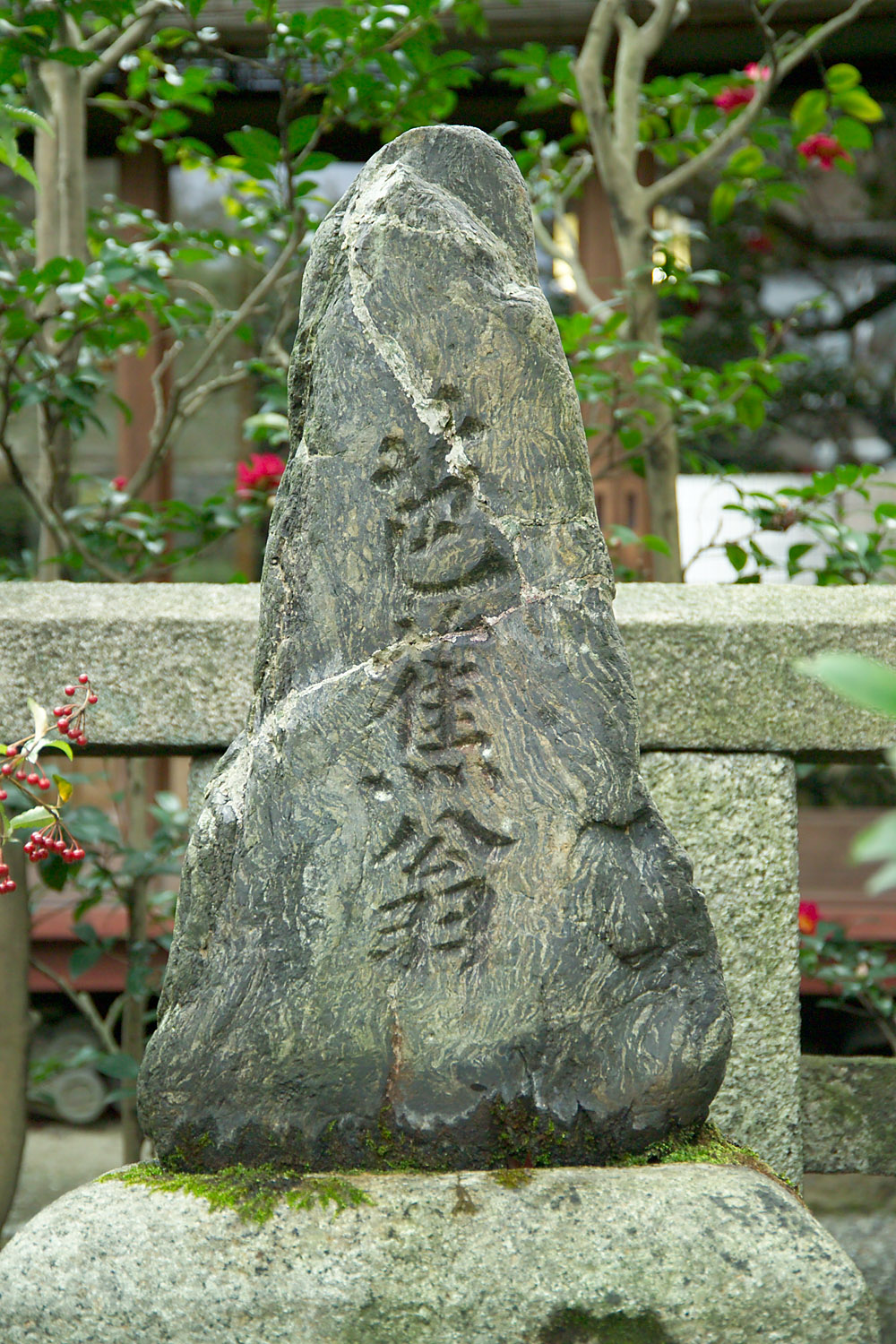
La tomba di Matsuo Bashō a Gichū-ji
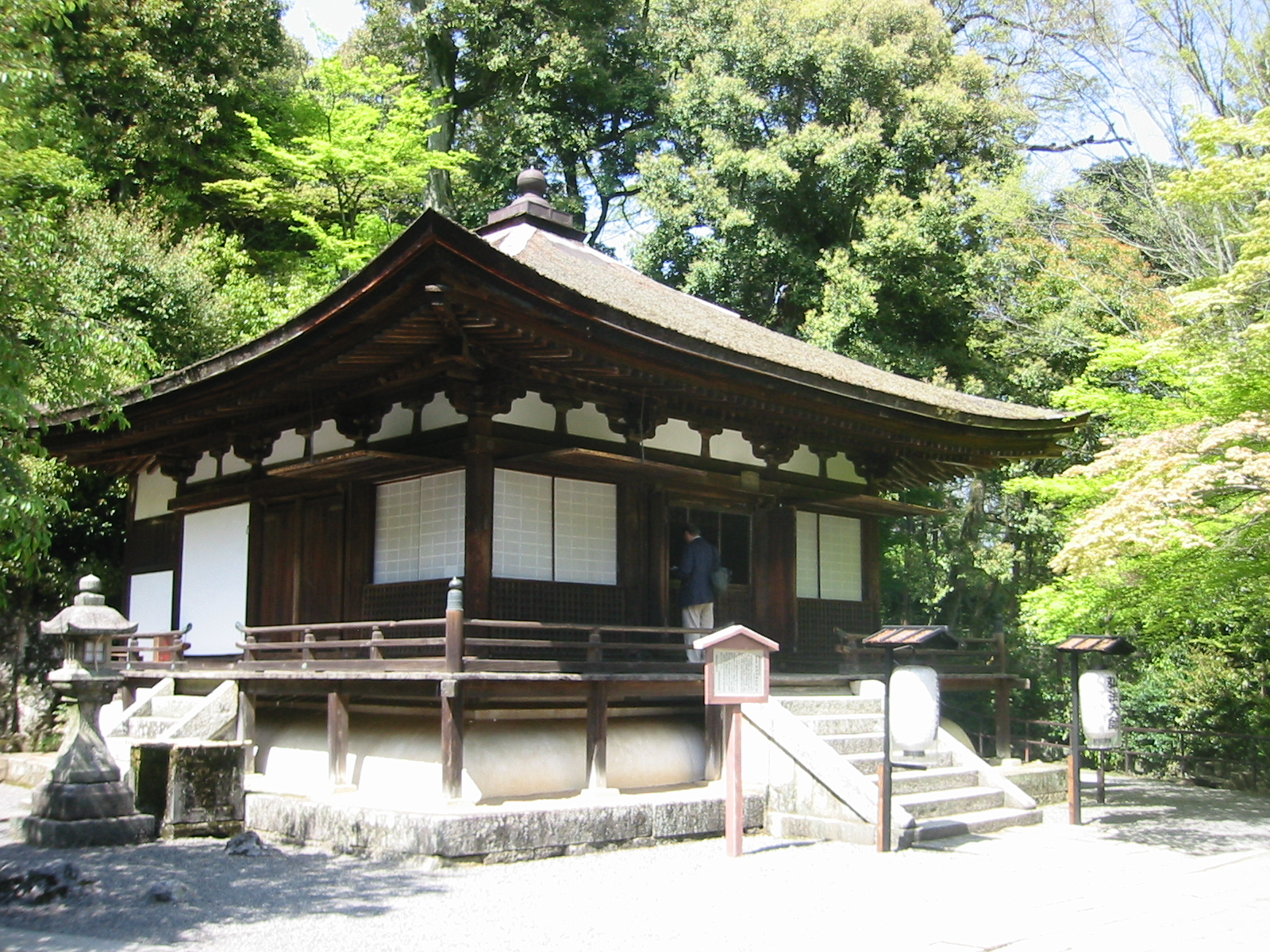
Ishiyama-dera, un tempio in cui si fermò Murasaki Shikibu
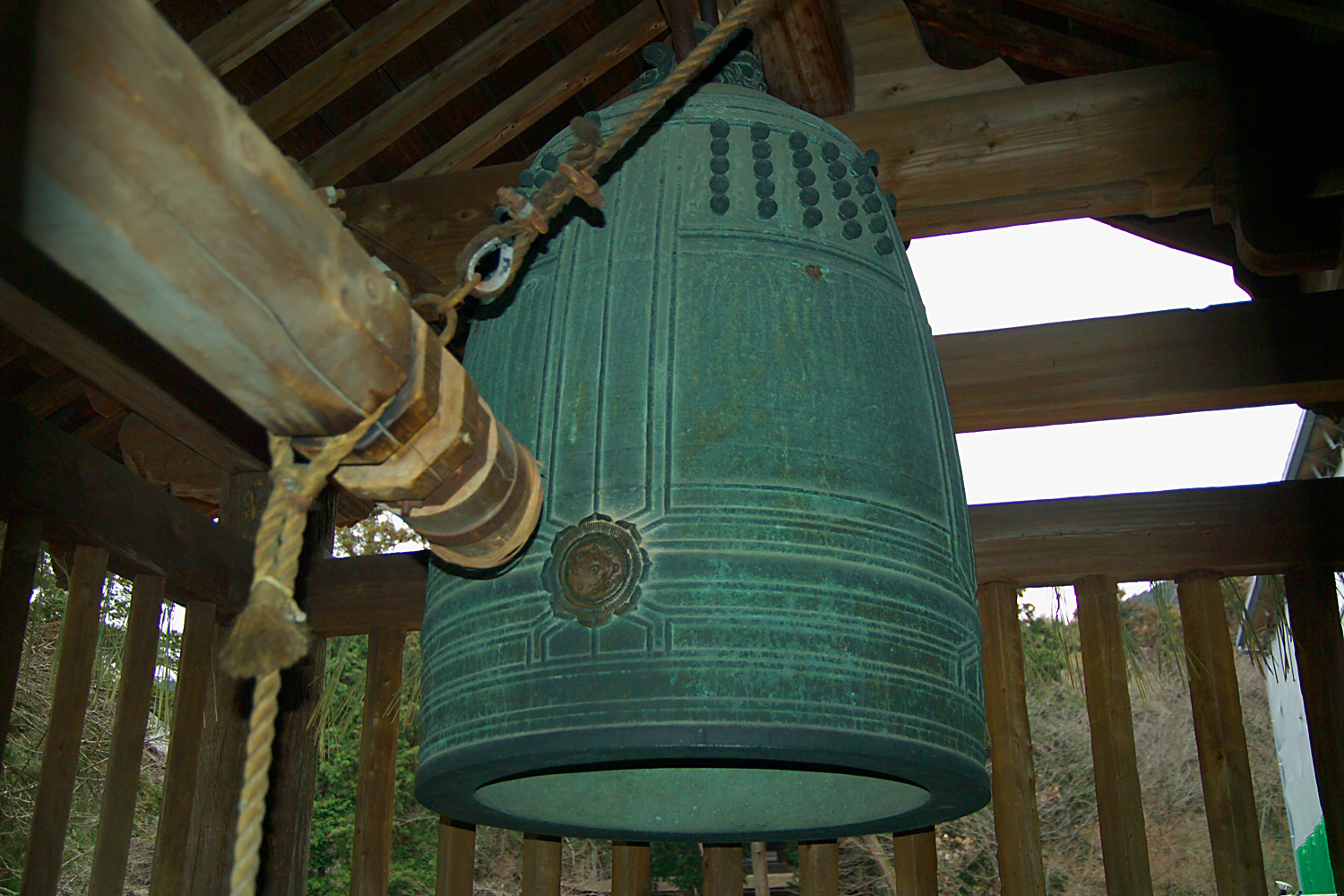
La campana di Mii-dera, il cui suono è una delle 8 scene della provincia di Omi
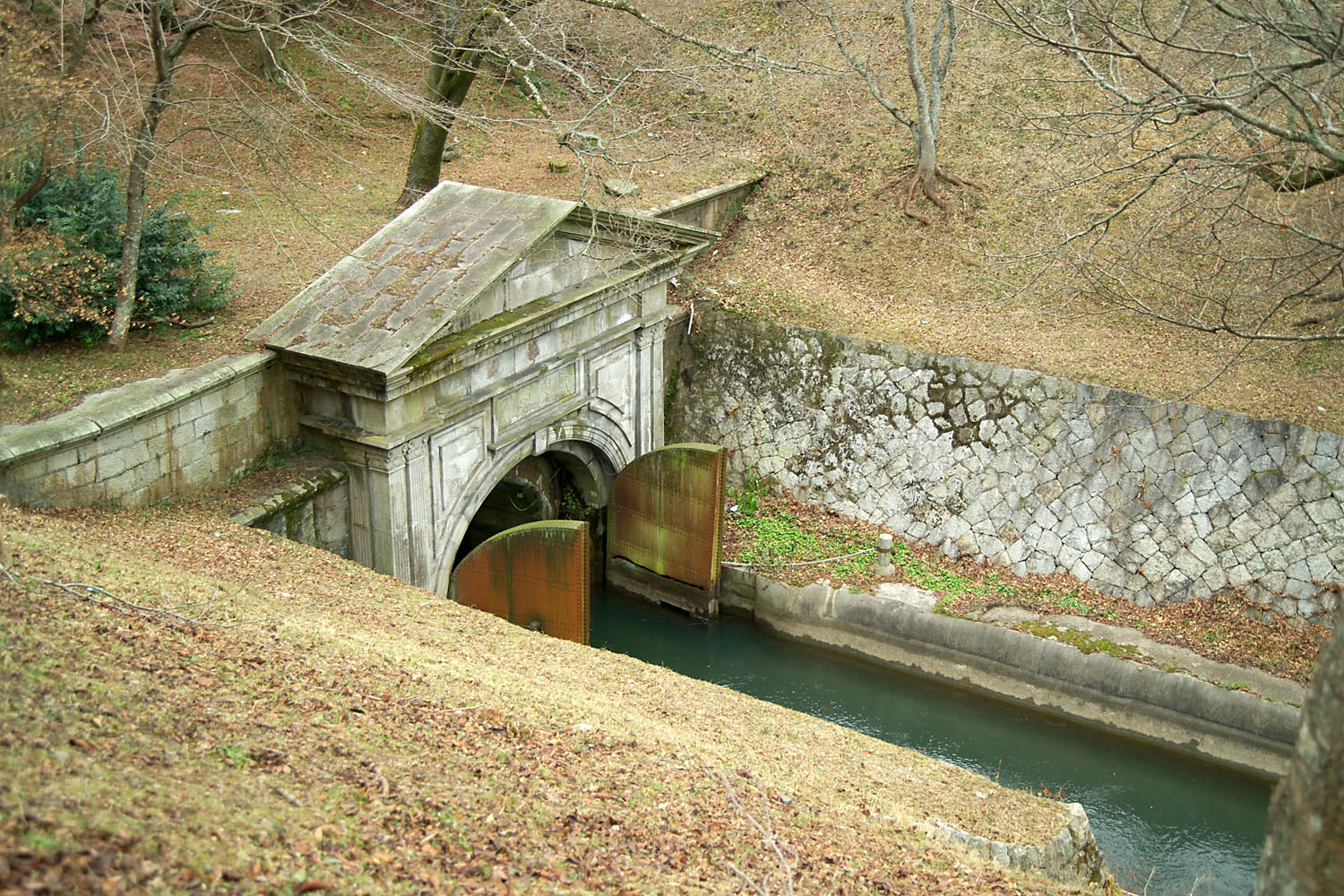
L'entrata di Biwako Sosui
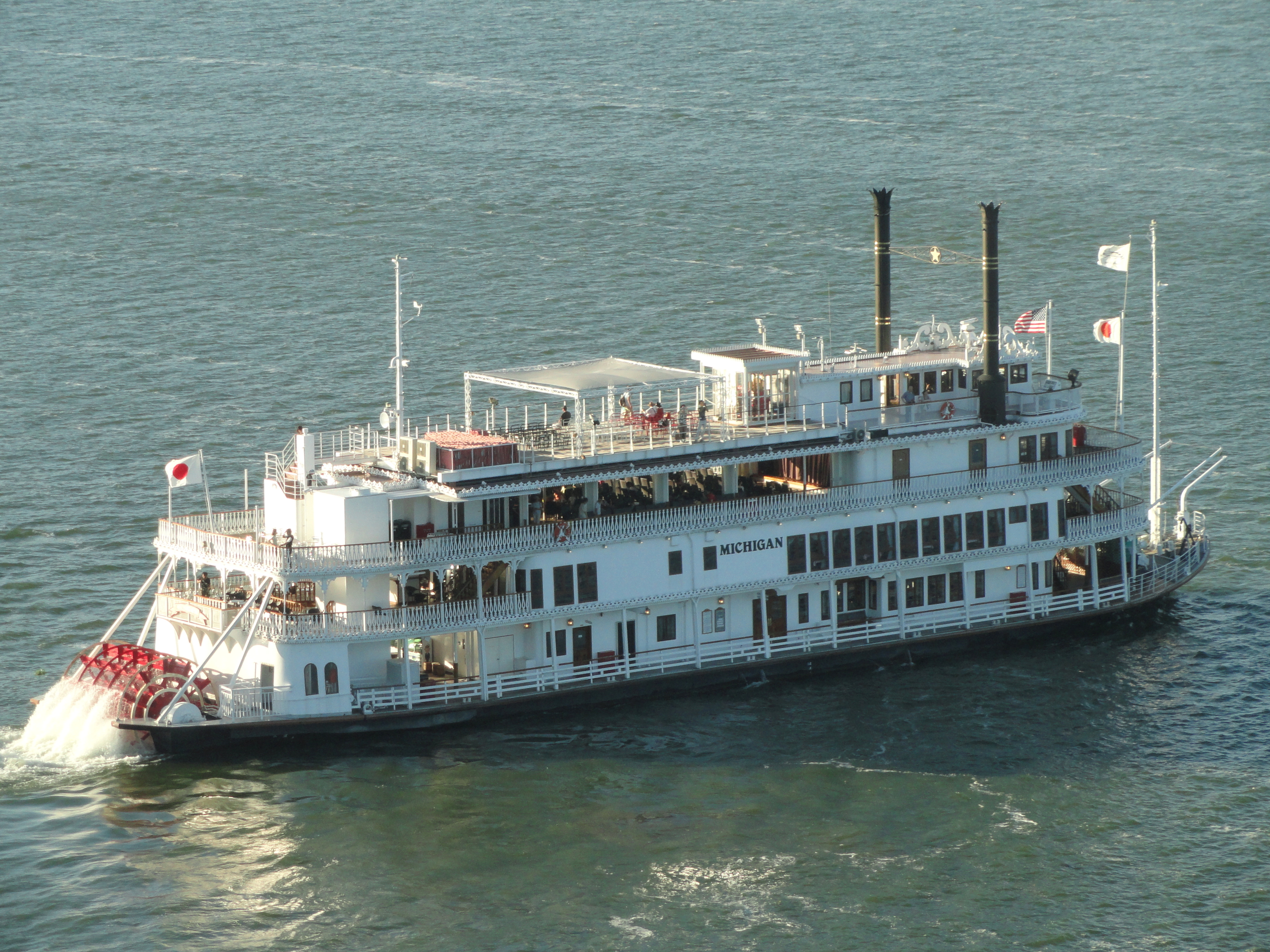
Un battello per turisti sul lago Biwa, nei pressi di Otsu